# Pyrenestes sanguineus
La estrilda piquigorda escarlata o pinzón cascanueces rojo (Pyrenestes sanguineus) es una especie de ave paseriforme de los pinzones estríldidos nativos del África Occidental. Se ha estimado que su hábitat alcanza los 430.000 km². 
Se puede encontrar en Burkina Faso, Costa de Marfil, Gambia, Guinea, Guinea-Bissau, Liberia, sur de Malí, Senegal y Sierra Leona. Su estado de conservación según la Lista Roja es de preocupación menor.
Algunos autores reconocen una subespecie además de la nominal: P. sanguineus coccineus (Cassin, 1848)